# .info
.info是互联网的通用顶级域之一。.info全称为.information，是英文“信息”的意思。.info主要针对提供信息的网站或组织申请，但在申请时没有明确限制。

## 外部連結
- info.info（页面存档备份，存于）